# デニス・オドイ
デニス・フリンポン・オドイ（Denis Frimpong Odoi、1988年5月27日 - ）は、ベルギー・ルーヴェン出身のプロサッカー選手。ベルギー・プロ・リーグ・クラブ・ブルッヘ所属。元ベルギー代表、現ガーナ代表。ポジションはDF。

## 経歴

### クラブ
ガーナ出身の父を持つ。
2006年のプロデビュー以来、ベルギーでキャリアを積んだ。
2016年7月、チャンピオンシップのフラムに移籍。8月のニューカッスル・ユナイテッド戦で加入後初出場。背中でボールをコントロールする妙技を披露し、1-0の勝利に貢献した。2017年2月のウィガン・アスレティック戦で初ゴール。
2022年2月1日、クラブ・ブルッヘに移籍した。

### 代表
育成年代からベルギー代表に選出されている。2012年5月25日、モンテネグロ代表との親善試合でベルギー代表デビューを果たしたが、マルク・ヴィルモッツ監督からの信頼は得られず、2018年10月、ガーナ代表に鞍替えすることを発表した。
2022年3月25日、2022 FIFAワールドカップ・予選のナイジェリア代表戦にてガーナ代表での初キャップを刻んだ。

## 代表歴

### 出場大会
- ガーナ代表
  - 2022 FIFAワールドカップ

### 試合数
- 国際Aマッチ 1試合 0得点（ベルギー、2012年）[7]
- 国際Aマッチ 9試合 0得点（ガーナ、2022年-）[7]

| ベルギー代表 | 国際Aマッチ | 国際Aマッチ |
| 年           | 出場        | 得点        |
| ------------ | ----------- | ----------- |
| 2012         | 1           | 0           |
| 通算         | 1           | 0           |

| ガーナ代表 | 国際Aマッチ | 国際Aマッチ |
| 年         | 出場        | 得点        |
| ---------- | ----------- | ----------- |
| 2022       | 5           | 0           |
| 2023       | 4           | 0           |
| 2024       |             |             |
| 通算       | 9           | 0           |

## タイトル
アンデルレヒト
- ベルギー・プロ・リーグ: 2011-12, 2012-13
- ベルギー・スーパーカップ: 2012

ロケレン
- ベルギーカップ: 2013-14

フラム
- EFLチャンピオンシップ: 2021-22

クラブ・ブルッヘ
- ベルギー・プロ・リーグ: 2021-22
- ベルギー・スーパーカップ: 2022